# Bob Phibbs
Robert James Phibbs, detto Bob (Windsor, 26 maggio 1927 – 15 marzo 2018), è stato un cestista canadese.

## Carriera
Ha disputato con il Canada i giochi olimpici del 1952, segnando 47 punti in 6 partite.